# RISU Japan
RISU Japan株式会社（りすじゃぱん）は、小学生向けのタブレット型通信教育サービス「RISU算数」等を提供する東京都文京区の企業である。今木智隆・加藤エルテス聡志によって、2014年7月に設立された。現在の代表取締役は今木智隆である。

## 概要
2014年、「才能あふれる社会を創る」の理念のもとに設立。タブレット型教育サービスである「RISU算数」では75%の生徒が学年より上のステージを先取りしており、無学年制で学年を問わずカスタマイズされた学習を受けることができる。一般的なタブレット教育とは異なり、生徒の理解度に合わせて難易度の異なる問題を出題したり、有名大学出身のチューターがビデオレターで個別指導を行う。生徒の保護者には、ネット上の個人ページなどで一人ひとりの学習進度や内容の理解度を報告している。
日本以外には、シリコンバレーの中心であるアメリカ合衆国サニーベールにオフィスを持ち、北米向けのサービスを現地の学校・アフタースクールに対して提供している。

## 経緯[4]
- 2014年12月、小学生向け算数サービス「RISU算数」の正式提供を開始
- 2015年1月、未就学児向けサービスである「RISUきっず[5]」の提供を開始
- 2015年3月、生徒に対する個別フォローサービスを開始[6]
- 2015年8月、アメリカ合衆国に支社を設立し、「RISU math（英語版）[7]」の提供を開始
- 2015年12月、中学受験のためのサービス「受験基礎コース[8]」の提供を開始
- 2016年9月、東京都文京区茗荷谷に直営塾を開設。算数に加え、読解力向上のための授業を行う。[9]
- 2016年12月、東京都文京区本駒込に2校目の直営塾を開校[10]
- 2017年7月、東京都中央区勝どきに3校目の直営塾を開校[11]
- 2017年8月、福岡市内に算数教室を開校[12]
- 2017年11月、「RISU算数」の学習システムが特許を取得[13]
- 2017年12月、神奈川県川崎市中原区新丸子町に4校目の直営塾（武蔵小杉校）を開校[14]
- 2018年2月、神奈川県横浜市西区みなとみらいのTSUTAYA横浜みなとみらい店でロボットプログラミング教室を開校[15]
- 2018年4月、2校目のロボットプログラミング教室を東京都中央区勝どきに開校[16]
- 2018年7月、プロのナレーター・声優による「RISU算数プレミアムフォローレッスン」の提供を開始[17]
- 2018年9月、カリフォルニア州シリコンバレーの公立小学校へRISUの提供を開始[18]
- 2018年10月、RISU会員を対象にした「RISU Prime」(生活支援)を開始[19]
- 2019年6月、Sunil Mirapriがグローバル・ビジネス顧問として経営に参画[20]
- 2019年8月、「RISU算数」が第13回キッズデザイン賞を受賞[21]
- 2020年4月、「RISU小学生オンラインスクール」を開校[22]
- 2020年7月、RISUカスタマーサポートの北海道チーム発足[23]
- 2021年2月、「学びのバトン」プロジェクトにおいて岡山県赤磐市放課後児童クラブと提携[24]
- 2021年7月、Shenzhen Xuezhiyou Technologyと包括的なデバイス開発において業務提携[25]
- 2022年2月、ベルリッツ・ジャパンと提携、子供向け英語レッスン動画サービス 「ハロー！ ベルリッツ」を提供開始[26]
- 2023年1月、幼児向け英語レッスン動画サービス 「RISUきっずEnglish」を提供開始[27]

## 紛糾案件
解約に関連して紛糾案件が発生している。 「タブレット端末を利用した学習サービスの解約に係る紛争案件」 RISU Japan株式会社側が、調停案を拒否したため不調となった。

## 社会貢献活動
本業となる教育サービスに付随し、以下の社会貢献活動も行っている。
- 学びのバトン … 健康上、経済上、地理的な理由により学習が困難な子供への支援活動
- 教育機会の乏しいマーシャル諸島へのタブレットの寄贈。RISU算数を利用した小学校では、政府の学力試験で全国一位の伸びを記録した[29]。
- 待機児童問題への支援 … 保育園に落ちた『不承諾通知』の1万円分買い取り支援」を実施

## 書籍
- 2017年『プログラミングは、ロボットから始めよう! 』小学館（加藤エルテス聡志著）
- 2019年『10億件の学習データが教える　理系が得意な子の育て方』文響社（今木智隆著）